# Джарадар
Джарадар (кирг. Жарадар) — село в Базар-Коргонском районе Джалал-Абадской области Кыргызстана. Входит в состав Арстанбапского айылного аймака.

## География
Село расположено в юго-восточной части области, на левом берегу реки Арстанбап (правый приток реки Кара-Ункюр), на расстоянии приблизительно 33 километров (по прямой) к северо-востоку от города Базар-Коргон, административного центра района. Абсолютная высота — 1330 метров над уровнем моря.

## Население
Согласно оценочным данным Национального статистического комитета Кыргызской Республики, численность населения села на начало 2023 года составляла 668 человек.
| год     | 2009 | 2014 | 2015 | 2020 | 2021 | 2023 |
| ------- | ---- | ---- | ---- | ---- | ---- | ---- |
| человек | 523  | 756  | 750  | 652  | 663  | 668  |